# 克勞狄神廟
41°53′15.34″N 12°29′36.12″E / 41.8875944°N 12.4933667°E

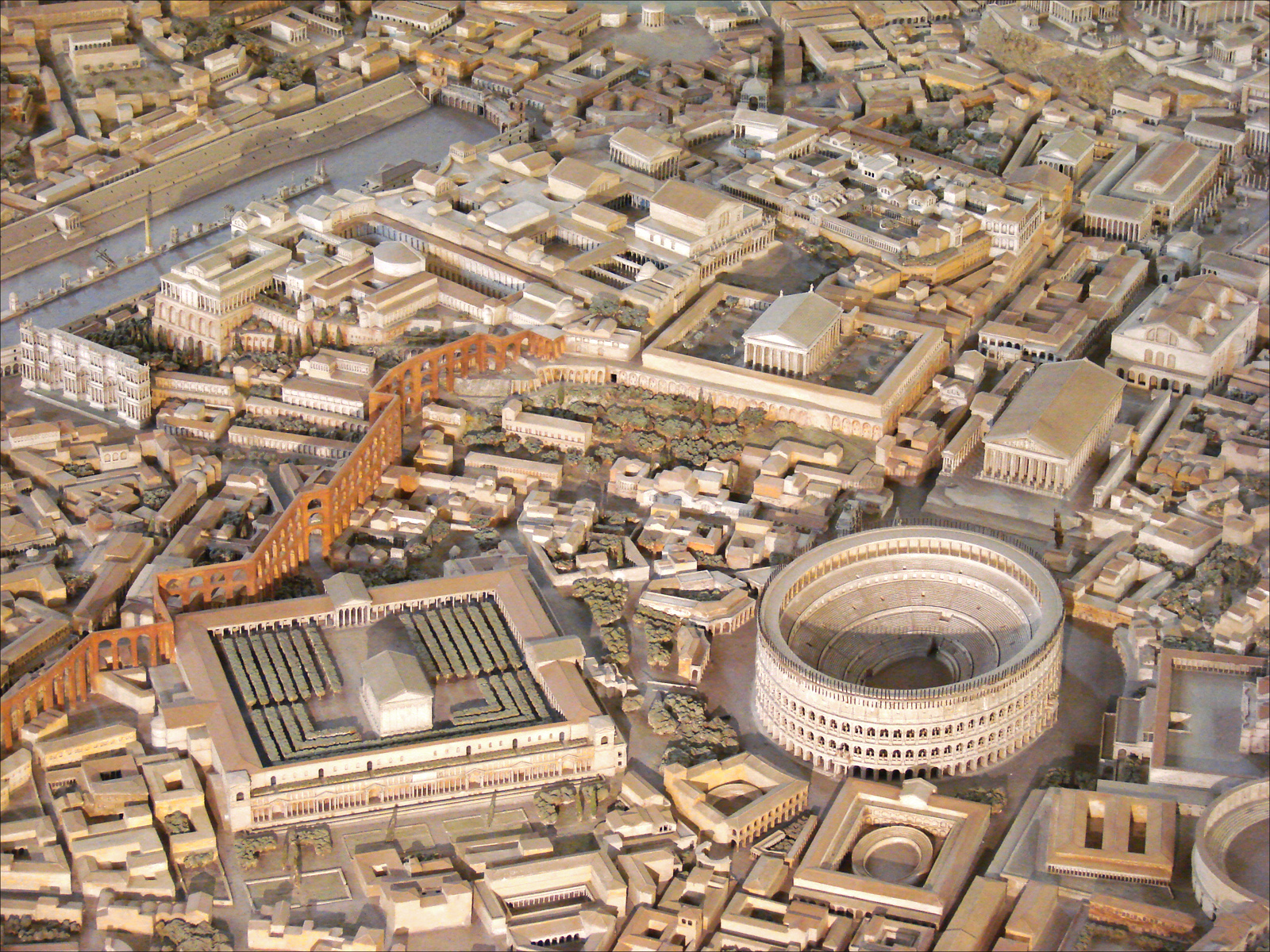
克勞狄神廟位於鬥獸場左側

克勞狄神廟（拉丁語：Templum Divi Claudii）是古羅馬神廟之一，位於義大利羅馬西里歐山。這座建築面積龐大，覆蓋了西里歐山上的廣大地區，用於供奉去世之後被神格化的克勞狄一世。